# Syndrome de Lafora
 Mise en garde médicale
Le syndrome de Lafora est une épilepsie myoclonique type 2 avec « corps d'inclusion » (corpuscules de Lafora) dans les cellules du foie, du cœur, du système nerveux central, de la rétine.

## Autres noms de la maladie
L’autre nom du syndrome de Lafora est l’épilepsie myoclonique progressive de type 2. Le syndrome doit son nom au médecin psychiatre espagnol Gonzalo Rodríguez Lafora (1886-1971).

## Étiologie
- Mutation du gène EPM2A situé sur le locus q24 du chromosome 6
- Mutation du gène NHLRC1 situé sur le locus q22.3 du chromosome 6

## Symptômes
La maladie apparaît entre 6 et 19 ans. Les premiers symptômes sont des crises d’épilepsies. Soit un raidissement et une contraction de l’ensemble des muscles suivis par des convulsions et une phase d’inconscience où le patient respire fort. Durant cette phase, tous ses muscles se relâchent. Le patient revient à lui lentement après la crise et n’a souvent aucun souvenir de ce qu’il s’est passé. Pour la moitié des patients, on peut observer simultanément des crises hallucinations.
Viennent ensuite des myoclonies, c'est-à-dire des raidissements des muscles de manière désordonnée qui ne provoquent pas de perte de conscience (contrairement à l’épilepsie) mais provoque des chutes.
Par la suite, le patient perd ses facultés intellectuelles jusqu'à atteindre la démence. Ce phénomène s’accompagne parfois d’une déprime quand le patient se rend compte de cette perte.
Enfin, dans tous les cas, le patient décède entre 4 et 12 ans après le début des symptômes. On peut observer une déprime dans l’entourage du patient dû à la lourdeur des symptômes. Ces symptômes sont vraiment caractéristiques de cette maladie, la maladie peut donc être diagnostiquée très rapidement. De plus, on peut observer sur les EEG que très rapidement ils deviennent caractéristiques de la maladie de Lafora.

## Diagnostic

### Clinique
Le diagnostic de l'épilepsie myoclonique progressive de type 2 repose essentiellement sur la conjonction d'une description clinique exhaustive du patient. Il s'agit d'avoir une bonne connaissance du contexte génétique, ethnique et géographique car la fréquence de certaines maladies n’est pas la même dans toutes les populations. Il est aussi important de connaître le début des symptômes de la maladie et son évolution.

### Diagnostic neuropathologique et biologique
Les évaluations des symptômes cliniques épileptologiques et de la possible détérioration cognitive sont primordiales dans le diagnostic de ce syndrome. Il est donc indispensable de procéder à un historique de la maladie, une évaluation et une étude neurophysiologique comportant au premier plan l'enregistrement de l'électro-encéphalographie. Cependant, le diagnostic est confirmé par la biopsie cutanée de la région axillaire qui met en évidence la présence de corps de Lafora dans les cellules de canaux sudoripares.

### Génétique
Les explorations génétiques sont utiles, car elles aident à confirmer le diagnostic bien que le diagnostic puisse rester clinique et neuropathologique. Ce diagnostic n'aura de valeur que positif puisque les sites de mutations connus ne rendent pas compte de la totalité des observations de la maladie de Lafora. Dans la pratique, le diagnostic par génétique moléculaire doit être demandé en fournissant l'ADN du patient et de ses géniteurs, cette demande doit être justifiée par les éléments cliniques détaillés incluant les résultats de la biopsie axillaire.
Le problème de diagnostic prénatal se pose rarement, en raison de l'âge de début relativement tardif du syndrome de Lafora. Il ne peut être envisagé que dans les familles où l'anomalie génétique est identifiée. Le diagnostic à un stade pré-symptomatique dans les familles exposées est possible. Par exemple on peut faire l'électro-encéphalographie chez les membres les plus jeunes d'une fratrie, qui met en évidence des anomalies dès l'enfance. En l'absence actuelle de tout traitement curatif, les diagnostics au stade pré-symptomatique ne peuvent être proposés, mais peuvent être demandés par la famille.

## Traitement
Des médicaments antiépileptiques et antimyocloniques permettent, au moins au début, de contrôler et limiter les crises. Il faut bien évidemment éviter tout traitement pouvant aggraver les myoclonies
Tous les traitements que l’on pourra apporter aux malades ne sont que des traitements de soutien car la maladie est mortelle dans 100 % des cas. Seul un dépistage rapide permet au patient de survivre plus longtemps.
Il faut associer au traitement un soutien important aux familles, la maladie étant très lourde et les symptômes très désagréables.

## Mode transmission
La transmission est autosomique récessive. C'est-à-dire que la personne infectée a reçu de son père et de sa mère un chromosome malade. Si un seul de ses chromosomes est sain, la maladie ne sera pas exprimée et il sera « porteur sain ».

## Conseil génétique
Les différents moyens du diagnostic peuvent être utilisés pour le conseil génétique ou dans le dépistage anténatal des apparentés du patient.
Le conseil génétique repose sur un essai de prévision des mariages consanguins dans les familles à risque. Le dépistage des hétérozygotes peut être proposé chez les apparentés sains des patients chez lesquels le diagnostic a été confirmé génétiquement.
Le conseil génétique des apparentés de patients atteints de la maladie commencera par l'évaluation du risque d'avoir un enfant atteint. Ainsi, les frères et sœurs d'un sujet atteint ont un risque très bas d'avoir un enfant atteint de Lafora. Le risque est encore réduit si le conjoint ne porte pas le gène de la maladie. Il permet en lui-même de rassurer le couple et de le dissuader d'avoir recours à un diagnostic prénatal parce que le risque de fausse couche dû au geste obstétrical est  très élevé par rapport au risque que le fœtus soit atteint. Aux couples d'hétérozygotes, le généticien propose un diagnostic prénatal, le plus souvent sur biopsie de trophoblaste à 11 semaines d'aménorrhée. Si, techniquement, ce diagnostic prénatal est souvent possible et d'une grande fiabilité, en revanche, il comporte certains risques liés au geste obstétrical et soulève des questions éthiques dont les patients sont informés. La prise en charge de ces couples à risque est ainsi multidisciplinaire.